# سی بریز (کارولینای شمالی)
سی بریز (به انگلیسی: Sea Breeze) شهری در ایالت کارولینای شمالی کشور ایالات متحده آمریکا است که جمعیت آن در سرشماری سال ۲۰۱۰ میلادی، ۱٬۹۶۹ نفر بوده‌است.